# Marionfyfea carnleyi
Marionfyfea carnleyi ist eine Art der Landplanarien, die auf subantarktischen Inseln von Neuseeland vorkommt.

## Merkmale
Marionfyfea carnleyi hat eine Länge von 1 bis 2 Zentimetern. Die Rückenfärbung ist cremefarben und zeigt zwei breite, braune Längsstreifen an den Seiten. Die Bauchseite ist einfarbig cremefarben. Die vielen Augen verteilen sich in einer Reihe an den Seitenrändern, zum Vorderende hin werden sie zahlreicher. Der Pharynx ist lang und röhrenförmig.